# Lijst van voetbalinterlands Australië - Zuid-Afrika
Deze lijst van voetbalinterlands is een overzicht van alle officiële voetbalwedstrijden tussen de nationale teams van Australië en Zuid-Afrika. De landen speelden tot op heden 21 keer tegen elkaar. De eerste ontmoeting, een vriendschappelijke wedstrijd, vond plaats in Sydney op 10 mei 1947. Het laatste duel, eveneens een vriendschappelijke wedstrijd, werd gespeeld op 26 mei 2014. Voor het Australisch voetbalelftal was dit een oefenwedstrijd in de voorbereiding op het Wereldkampioenschap voetbal 2014.

## Wedstrijden
| №  | Datum          | Plaats            | Competitie        | Wedstrijd               | Uitslag |
| -- | -------------- | ----------------- | ----------------- | ----------------------- | ------- |
| 1  | Sydney         | 10 mei 1947       | Vriendschappelijk | Australië – Zuid-Afrika | 1 – 2   |
| 2  | Brisbane       | 24 mei 1947       | Vriendschappelijk | Australië – Zuid-Afrika | 2 – 4   |
| 3  | Sydney         | 31 mei 1947       | Vriendschappelijk | Australië – Zuid-Afrika | 3 – 3   |
| 4  | Newcastle      | 7 juni 1947       | Vriendschappelijk | Australië – Zuid-Afrika | 5 – 1   |
| 5  | Sydney         | 14 juni 1947      | Vriendschappelijk | Australië – Zuid-Afrika | 1 – 2   |
| 6  | Durban         | 24 juni 1950      | Vriendschappelijk | Zuid-Afrika – Australië | 3 – 2   |
| 7  | Johannesburg   | 1 juli 1950       | Vriendschappelijk | Zuid-Afrika – Australië | 2 – 1   |
| 8  | Port Elizabeth | 8 juli 1950       | Vriendschappelijk | Zuid-Afrika – Australië | 1 – 2   |
| 9  | Kaapstad       | 23 juli 1950      | Vriendschappelijk | Zuid-Afrika – Australië | 0 – 2   |
| 10 | Brisbane       | 3 september 1955  | Vriendschappelijk | Australië – Zuid-Afrika | 0 – 3   |
| 11 | Melbourne      | 10 september 1955 | Vriendschappelijk | Australië – Zuid-Afrika | 0 – 2   |
| 12 | Adelaide       | 17 september 1955 | Vriendschappelijk | Australië – Zuid-Afrika | 0 – 8   |
| 13 | Sydney         | 24 september 1955 | Vriendschappelijk | Australië – Zuid-Afrika | 0 – 6   |
| 14 | Newcastle      | 1 oktober 1955    | Vriendschappelijk | Australië – Zuid-Afrika | 1 – 4   |
| 15 | Adelaide       | 8 juni 1994       | Vriendschappelijk | Australië – Zuid-Afrika | 1 – 0   |
| 16 | Sydney         | 12 juni 1994      | Vriendschappelijk | Australië – Zuid-Afrika | 1 – 0   |
| 17 | Johannesburg   | 18 september 1996 | Vriendschappelijk | Zuid-Afrika – Australië | 2 – 0   |
| 18 | Londen         | 30 maart 2004     | Vriendschappelijk | Australië – Zuid-Afrika | 1 – 0   |
| 19 | Durban         | 9 februari 2005   | Vriendschappelijk | Zuid-Afrika – Australië | 1 – 1   |
| 20 | Londen         | 19 augustus 2008  | Vriendschappelijk | Australië – Zuid-Afrika | 2 – 2   |
| 21 | Sydney         | 26 mei 2014       | Vriendschappelijk | Australië − Zuid-Afrika | 1 − 1   |

## Samenvatting
| Competitie        | Totaal gespeeld | Winst Australië | Gelijk | Winst Zuid-Afrika | Doelsaldo Australië – Zuid-Afrika |
| ----------------- | --------------- | --------------- | ------ | ----------------- | --------------------------------- |
| Vriendschappelijk | 21              | 6               | 4      | 11                | 27 − 47                           |
| Totaal            | 21              | 6               | 4      | 11                | 27 − 47                           |

Wedstrijden bepaald door strafschoppen worden, in lijn met de FIFA, als een gelijkspel gerekend.

## Details

### Vijftiende ontmoeting
| Vriendschappelijk (Adelaide, Australië, 8 juni 1994):                                                                                                 |              | |
| Australië | 1 – 0        | Zuid-Afrika |
| Aurelio Vidmar 11' | goals        | |
| Eddie Thomson | bondscoach   | Clive Barker |
| Željko Kalac 76' Tony Vidmar Mehmet Durakovic Milan Ivanovic Alex Tobin Paul Okon Stan Lazaridis Paul Wade Mark Viduka Damian Mori 76' Aurelio Vidmar | opstellingen | Steve Crowley Sizwe Motaung Steve Khomphela Andrew Tucker Gardiner Searle Mark Fish Neil Tovey 85' Eric Tinkler John Moshoeu Philemon Masinga 68' Brendon Augustine |
| Mark Schwarzer 76' John Markovski 76' | wissels      | 68' Marks Maponyani 85' Eric Ramasike |
| Aurelio Vidmar 73' | gele kaarten | 35' Philemon Masinga 44' Sizwe Motaung |

### Zestiende ontmoeting
| Vriendschappelijk (Sydney, Australië, 12 juni 1994): |              | |
| Australië | 1 – 0        | Zuid-Afrika |
| Jason Polak 38' | goals        | |
| Eddie Thomson | bondscoach   | Clive Barker |
| Mark Schwarzer Tony Vidmar Mehmet Durakovic Milan Ivanovic Alex Tobin Jason Polak 75' Stan Lazaridis Paul Wade Mark Viduka Damian Mori 60' Aurelio Vidmar | opstellingen | Steve Crowley Sizwe Motaung Steve Khomphela Andrew Tucker 46' Gardiner Searle Neil Tovey Mark Fish John Moshoeu Doctor Khumalo Philemon Masinga 65' Daniel Mudau |
| John Markovski 60' Steve Horvat 75' | wissels      | 46' Eric Tinkler 65' Grant Young |
| | gele kaarten | 55' Steve Komphela |

### Zeventiende ontmoeting
| Vriendschappelijk (Johannesburg, Zuid-Afrika, 18 september 1996): |              | |
| Zuid-Afrika | 2 – 0        | Australië |
| John Moshoeu 13' Mark Williams 71' | goals        | |
| Clive Barker | bondscoach   | Eddie Thomson |
| Andre Arendse Sizwe Motaung Neil Tovey Jacob Tshisevhe David Nyathi 63' Eric Tinkler Joel Masilela John Moshoeu Linda Buthelezi Mark Williams 82' Shaun Bartlett 74' | opstellingen | Željko Kalac Andrew Marth Robbie Hooker Milan Ivanovic Tony Popovic Alex Tobin Craig Foster 70' Milan Blagojevic 62' Damian Mori Ernie Tapai 68' Paul Trimboli |
| Isaac Kungwane 63' Fani Madida 74' Jerry Sikhosana 82' | wissels      | 62' Sean Cranney 68' Alistair Edwards 70' Warren Spink |
| Sizwe Motaung 43' Eric Tinkler 54' | gele kaarten | |
| | rode kaarten | ??', 28' Tony Popovic |

### Twintigste ontmoeting
| Vriendschappelijk (Londen, Engeland, 19 augustus 2008): |       |                                     |
| Australië                                               | 2 – 2 | Zuid-Afrika                         |
| Mile Sterjovski 25' Joshua Kennedy 38'                  | goals | 21' Siyabonga Nkosi 58' Teko Modise |

### 21ste ontmoeting
| Vriendschappelijk (Sydney, Australië, 26 mei 2014): |       |                   |
| Australië                                           | 1 – 1 | Zuid-Afrika       |
| Tim Cahill 14'                                      | goals | 13' Ayanda Patosi |